# Anna Behle
Anna Charlotta Behle, född 9 augusti 1876 i Stockholm och död 2 oktober 1966, var en svensk dansare. Hon var dansare och lärare i rytmisk gymnastik och solfège (A prima vista). Behle hade stor betydelse för utvecklingen av den så kallade "fria dansen". Till hennes elever hörde Gabo Falk och Anna Sparre. 

## Biografi
Behle avlade organistexamen 1896 Albert Lindström.  År 1898 kom hon in på Kungliga Musikkonservatoriet, där hon tog kurser i solosång under fem terminer för att därefter vistas i Frankrike där hon bytte efternamn från Granbäck till Behle. 
Åter i Sverige gick hon den 1 maj 1906 med en väninna, Louise Wikström, till Östermalmsteatern på Karlavägen i Stockholm och såg på den gästspelade Isadora Duncan. De sökte upp dansaren och blev inbjudna till Isadora Duncans skola i utanför Berlin, i den nuvarande stadsdelen Grunewald. Hon diplomerades vid Dalcrozeininstitutet i Dresden 1911. Därefter for de två vännerna vidare mot Genève och den nydanande pedagogen Émile Jaques-Dalcroze och bevistade under sommaren hans institut för rytmisk gymnastik.
Genom att kombinera Duncans konstnärlighet och Dalcroze pedagogik och teknik (La metode) kunde så Anna Behles egen variant av den fria dansen formas fram. Efter att 1907 ha återvänt till Genève för ytterligare en sommarkurs startar så de två väninnorna Sveriges första Duncanskola i plastisk och rytmisk gymnastik i en fyrarumsvåning på Brahegatan 45 i Stockholm.